# Willem Einthoven

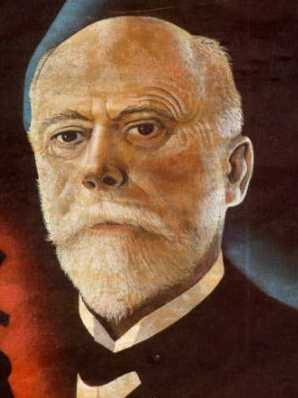
Willem Einthoven

Willem Einthoven (Semarang, (Java), 21 de maig del 1860 - Leiden, 28 de setembre del 1927) fou un metge i professor universitari neerlandès guardonat amb el Premi Nobel de Medicina o Fisiologia l'any 1924.

## Biografia
Va néixer el 21 de maig de 1860 a la ciutat de Semarang, ciutat situada a l'illa de Java i actualment forma part d'Indonèsia però que en aquells temps formava part de la colònia de les Índies Orientals Neerlandeses. Després de la mort del pare la família va retornar al seu país d'origen, i Einthoven va estudiar medicina a la Universitat d'Utrecht, on es graduà el 1885. L'any següent fou nomenat professor de fisiologia i histologia a la Universitat de Leiden.
Einthoven morí el 28 de setembre de 1927 a la ciutat de Leiden, situada a la província d'Holanda del Sud.

## Recerca científica
L'any 1901 va publicar el seu primer article científic comunicant les seves experiències sobre el galvanòmetre de corda i la seva utilitat per al registre de camps electromagnètics. Així mateix descriví amb detall les seves aplicancions mèdiques, especialment en els potencials cardíacs i les cardiopaties, esdevenint una eina útil i imprescindible en l'anàlisi cardiològic. Mitjançant la formulació del Triangle d'Einthoven determinà els mecanismes del funcionament de l'electrocardiograma.
L'any 1924 fou guardonat amb el Premi Nobel de Medicina o Fisiologia pels seus estudis sobre el mecanisme de l'electrocardiograma.
Posteriorment centrà la seva recerca científica al voltant de l'acústica.

## Reconeixements posteriors
En honor seu s'anomenà el cràter Einthoven sobre la superfície de la Lluna.